# Malte Plappert
Malte Plappert es un deportista alemán que compitió en triatlón. Ganó una medalla de bronce en el Campeonato Europeo de Triatlón Campo a Través de 2015.

## Palmarés internacional
| Campeonato Europeo | Campeonato Europeo      | Campeonato Europeo | Campeonato Europeo |
| Año                | Lugar                   | Medalla            | Prueba             |
| ------------------ | ----------------------- | ------------------ | ------------------ |
| 2015               | Lago Schluch (Alemania) | Medalla de bronce  | Individual         |